# أيض الكبريت

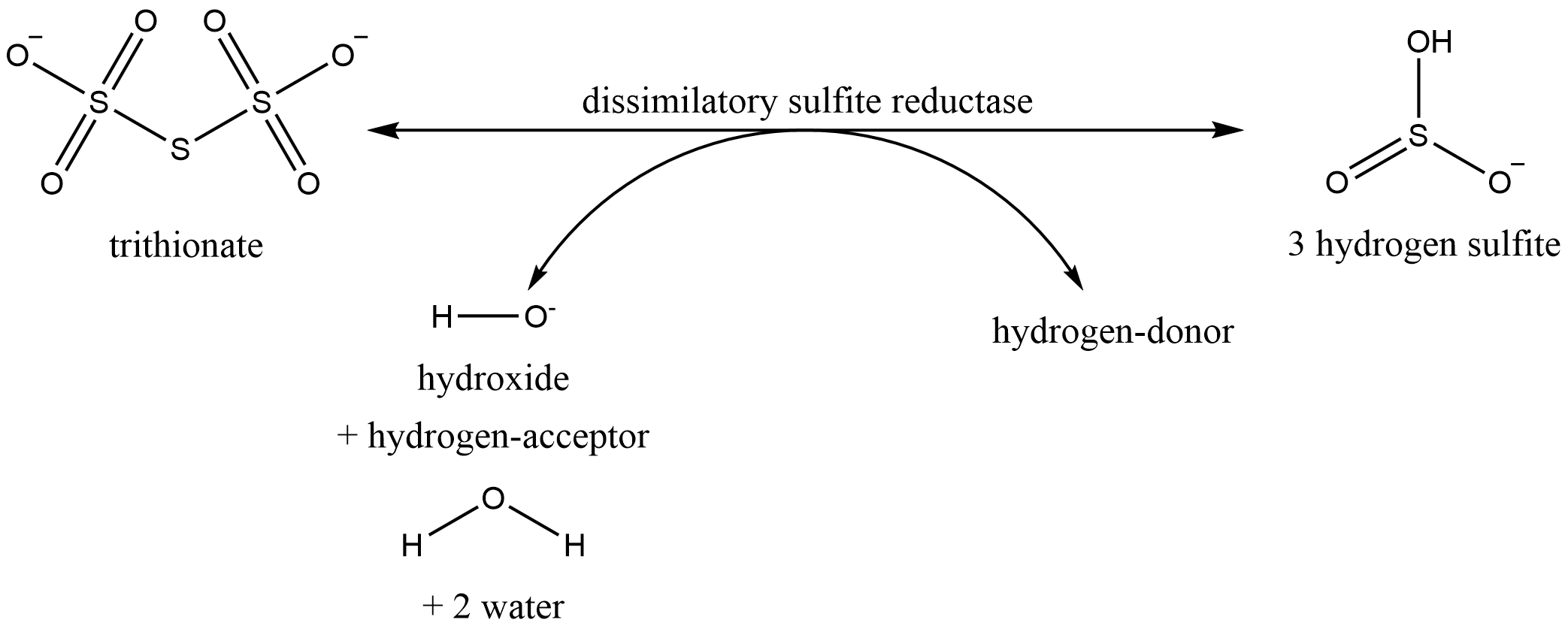
عمل اختزال الكبريتيت المتباين.

يتم أيض الكبريت في كل الكائنات الحية، بدءا بالبكتيريا وأثريات انتهاء إلى النباتات والحيوانات. يختزل (يتم اختزاله) الكبريت ويتأكسد بوساطة الكائنات الحية بطرق وأشكال متنوعة. يوجد هذا العنصر في البروتينات والحموض النووية، الكبريتات العضوية في السكريات المتعددة والستيرويدات والفينولات والمرافقات الإنزيمية المحتوية على الكبريت.